# Puntal de Siete Lagunas
Puntal de Siete Lagunas – szczyt w paśmie Sierra Nevada. Leży w południowej Hiszpanii, w regionie Andaluzja, w prowincji Grenada. 